# Digitație
Digitația este un tip de text ce poate fi atașat notelor printr-o manevră de tip drag/drop de pe paleta cu simboluri de digitație, peste corpul notei corespunzătoare de pe portativ, căreia dorim să-i atașăm această adnotare. Textul de tip digitație este un text normal, care poate fi editat ca orice alt text de pe partitură.